# Lučelnica Tomaševečka
Lučelnica Tomaševečka – wieś w Chorwacji, w żupanii krapińsko-zagorskiej, w mieście Klanjec. W 2011 roku liczyła 212 mieszkańców.